# Saint Deamon
Saint Deamon – zespół muzyczny grający power metal, założony przez Jana-Thore Grefstada, Toya, Nobby’ego, Ronny’ego Milianowicza w 2008.

## Członkowie zespołu
- Jan-Thore Grefstad – śpiew
- Toya – gitara
- Nobby – gitara basowa
- Ronny Milianowicz – perkusja

## Dyskografia

### Albumy studyjne
1. In Shadows Lost From The Brave (2008)
2. Pandeamonium (2009)
3. Ghost (2019)[1]
4. League of the Serpent (2023)[2]